# Yayoi Kawakami
Yayoi Kawakami (17 de abril de 1905-fecha de fallecimiento desconocida) fue una actriz japonesa. Su verdadero nombre era Yayoi Goda. Medía 1,5 metros (151,5 cm) y pesaba 12 kan 500 monme (46,8 kg).

## Biografía
Nació el 17 de abril de 1905.
En 1925, cuando tenía 20 años, se incorporó al estudio Nikkatsu Taishogun y debutó en la industria cinematográfica ese mismo año, apareciendo en películas como "Vengeance", de Genjiro Saegusa, y "Koka Kono Ichisen", de Osamu Wakayama. Donde fue muy aclamada.
No hay registros de sus apariciones después de "The Raven of Kiso Road", de Eijiro Kiyose, que fue estrenada el 8 de julio de 1932.